# Јован Николић
Јован Николић је српски стрип цртач. Рођен је у Београду, 29. јануара 1962. Завршио је класичну гимназију и правни факултет. Први рад је објавио 1987. у „Студенту“. Током 1979. и 1980. објављивао је стрипове у „Студенту“, „НОН“-у, „Ју стрипу“, а од 1982. до 1985. Побеђује на Фестивалу поезије младих у Врбасу 1981. године. само у „Ју стрипу“. Већину дела остварио у сарадњи са сценаристом Војиславом Псончаком, под псеудонимом Ано & Неп.